# Aemilia (buque)
El Aemilia fue un navío de línea neerlandés de 46 cañones nominales (incrementados a 57 en 1637) y buque insignia del almirante Maarten Tromp.

## Historial
Botado en 1632, el 21 de octubre de 1639 participó junto a otros cien buques en la destrucción de la flota española de setenta navíos en la batalla de las Dunas, procedentes de Kent, que se dirigían a los Países Bajos. La Royal Navy británica, que era neutral, también estaba allí, pero el almirante Tromp puso una escuadra neerlandesa que los vigilara por si acaso también intervenían. El Aemilia se destacó sobre los navíos españoles por tener el fondo plano, pudiendo maniobrar con facilidad sobre los bancos de arenas, donde encallaban los barcos españoles. La batalla fue transcendental para la independencia neerlandesa, país que tras la victoria llegó a dominar los mares del norte de Europa. Esta victoria y la guerra civil que se vivía en Inglaterra permitió que los Países Bajos pudieran ampliar su poder y riqueza.
Transportó a la reina Enriqueta María de Inglaterra a los Países Bajos en febrero de 1643, sufriendo grandes daños por tormenta en la travesía. El Aemelia fue durante muchos años el buque insignia de la armada neerlandesa bajo el mando del almirante Maarten Tromp.
Poco después fue transferido a Francia y empleado como nave corsaria en el Mediterráneo antes de ser derrotado en combate y apresado por dos buques de guerra españoles sin determinar. 
En 1646, por causas no aclaradas (hundimiento o venta), aparece en el listado de la flota neerlandesa, un nuevo Aemelia de 28 cañones, dando a entender, que el principal, el de 56 cañones, estaba de baja. Se mencionó por última vez que fue llevado a Nápoles en 1651, donde se desguazaron los restos de su casco.